# Église Saint-Jacques de Souyris
L'église Saint-Jacques de Souyris est une église située en France sur la commune de Salles-la-Source, dans le département de l'Aveyron en région Midi-Pyrénées.
L'édifice fait l'objet d'une inscription au titre des monuments historiques depuis le 12 avril 1944.

## Localisation
L'église est située sur la commune de Salles-la-Source, dans le département français de l'Aveyron.

## Historique
L'édifice est inscrit au titre des monuments historiques en 1944.